# Доусон, Энтони
Энтони Доусон (англ. Anthony Dawson; 18 октября 1916, Эдинбург, Шотландия — 8 января 1992, Суссекс, Англия) — английский актёр шотландского происхождения.

## Биография
Дебютировал в кино в 1943 году в фильме «Они встретились в темноте». Позже снимался в таких классических британских фильмах, как «Путь к звёздам», «Пиковая дама» (1949) и «Деревянный конь» (1950),
Известен, как актер второго плана. Амплуа — отрицательные киногерои, негодяи и преступники.
Снимался у Альфреда Хичкока в фильме «В случае убийства набирайте «М»» (1954).
После встречи с режиссёром Теренсом Янгом сыграл в нескольких, начиная с первого, фильмах «Бондианы».
Снимался в фильмах Англии, США, Франции, Италии, Югославии.
Активно играл в 1960-х годах, затем стал сниматься реже, продолжал актерскую деятельность вплоть до начала 1990-х годов.
Умер в январе 1992 года в возрасте 75 лет от рака.

## Фильмография
- 1949 — Пиковая дама — Фёдор
- 1954 — В случае убийства набирайте «М» — Суон / капитан Лесгэйт
- 1958 — Хватка душителя — Барк
- 1959 — Тигровая бухта — Баркли
- 1961 — Долина орлов
- 1961 — Проклятие оборотня — граф Синиестро
- 1962 — Доктор Ноу — профессор Дент
- 1962 — Семь морей до Кале
- 1963 — Из России с любовью (тело) (озвучивание: Эрик Полманн) — Эрнст Ставро Блофельд, в титрах не указан
- 1965 — Шаровая молния (тело) (озвучивание: Эрик Полманн) — Эрнст Ставро Блофельд
- 1965 — Любовные приключения Молль Флендерс — драгунский офицер
- 1967 — А завтра вас бросит в адское пекло
- 1967 — Смерть верхом на лошади — Берт Каванах / Манина
- 1968 — Под крышей неба полной звёзд
- 1969 — Битва на Неретве — генерал Морелли
- 1970 — Тупик — Саншайн
- 1971 — Красное солнце — Хиатт